# أليكس غراهام
أليكس غراهام (بالإنجليزية: Alex Graham)‏ (11 يوليو 1890 المملكة المتحدة - 1 أبريل 1943) هو لاعب كرة قدم بريطاني.